# Albert Krantz
Albert Krantz (latiniserat Albertus Crantzius), född omkring 1448 i Hamburg, död där 7 december 1517, var en tysk historieskrivare.
Krantz inskrevs 1463 vid Rostocks universitet, verkade där länge som lärare samt var 1482 universitetets rektor och blev 1490 där teologie doktor (enligt en uppgift skall han tidigare under en resa till Italien ha blivit teologie doktor i Perugia). Han erhöll 1493 en med kanonikat förenad lektorsbeställning vid domkyrkan i Hamburg och blev 1508 dekan vid domkapitlet där samt var från 1500 staden Hamburgs syndikus.
Redan under sin lärartid i Rostock, men i synnerhet sedermera anlitades Krantz ofta i diplomatiska uppdrag. För Hamburgs och hansans räkning förde han sålunda 1497-99 underhandlingar i Frankrike, Köln och Brygge samt med flera tyska furstar och ständer, och vid stridigheterna mellan Dithmarschens bönder samt danske kungen Hans och hertig Fredrik av Holstein anförtroddes av båda parterna i sista hand åt honom ett viktigt skiljedomaruppdrag mellan 1496 och 1500, samt senare även andra uppdrag med dansk anknytning 1503, 1504, 1509. Som teolog var Krantz ortodox, men på sin dödsbädd lär han ha uttalat sig välvilligt om Martin Luthers agerande mot avlatsmissbruket, fastän skeptiskt om dess utsikter till framgång.
Sitt rykte hos eftervärlden äger Krantz som historieskrivare. Han efterlämnade nämligen flera förtjänstfulla historiska arbeten, som visserligen rörande äldre tider mestadels är kompilationer, men i fråga om förhållanden närmare hans egen tid har självständig betydelse. Dessa är Vandalia (1518), en historia om de vid södra östersjökusten boende slaverna (venderna), Saxonia (1520), sachsarnas historia, Dania, Svetia och Norvagia (översatt 1546 och utgiven 1548 under titeln Chronica regnorum aquilonarium) samt Metropolis sive historia de ecclesiis sub Carola Magno Saxonia instauratis (1548). Alla ha utgivits i flera upplagor och har haft stort inflytande på senare historieskrivare, bland annat därför att de tillhörde de äldsta tryckta arbetena rörande Nordens historia.
I de nordiska rikenas historia medtog Krantz folkvandringstiden, tilldelande danskarna langobardernas, svenskarna öst- och västgoternas samt norrmännen normandernas historia. För Nordens äldsta historia stödde sig han väsentligen på Saxo, varjämte han för Nordtysklands historia särskilt anlitade flera goda tyska stadskrönikor. Om norska och isländska källor hade han ingen kännedom. Hans krönikor går i regel från äldsta tid till år 1504-1505 och är självständiga samt ganska pålitliga i fråga om med honom själv samtida händelser. "Metropolis" kan närmast betraktas som en fortsättning av Adam av Bremen. Hans egna arbeten fortsattes, delvis under samma titlar, av David Chytraeus. Gustav Vasa uttalade i brev till Olaus Magnus missnöje över den danskvänliga tendensen i Krantz arbeten. Utdrag av dessa är tryckta hos Claes Annerstedt, Scriptores rerum suecicarum, III.